# Гоце Седлоський
Гоце Седлоський (мак. Гоце Седлоски, нар. 10 квітня 1974, Прілеп) — македонський футболіст, що грав на позиції захисника. По завершенні ігрової кар'єри — тренер. З 2015 року очолює тренерський штаб клубу «Вардар».
Рекордсмен збірної Македонії за кількістю офіційних матчів, проведених у її складі (100).

## Клубна кар'єра
У дорослому футболі дебютував 1994 року виступами за команду клубу «Победа», в якій провів два сезони.
Згодом з 1996 по 2006 рік грав у складі команд клубів «Хайдук» (Спліт), «Шеффілд Венсдей» та «Кроація» (пізніше — «Динамо»), «Вегалта Сендай» та «Діярбакирспор».
У 2006 році уклав контракт з австрійським клубом «Маттерсбург», у складі якого провів наступні п'ять років своєї кар'єри гравця. Граючи у складі «Маттерсбурга» досвідчений захисник здебільшого виходив на поле в основному складі команди.

## Виступи за збірну
У 1996 році дебютував в офіційних матчах у складі національної збірної Македонії. Протягом кар'єри у національній команді, яка тривала 15 років, провів у формі головної команди країни 100 матчів (рекорд національної команди), забивши 8 голів.

## Кар'єра тренера
Розпочав тренерську кар'єру, ще продовжуючи грати на полі, 2010 року, увійшовши до тренерського штабу клубу «Маттерсбург».
2011 року увійшов до очолюваного валлійським спеціалістом Джоном Тошаком тренерського штабу збірної Македонії, в якому працював до 2012 року, частину якого виконував обов'язки головного тренера.
Після звільнення зі збірної став директором з футболу клубу «Турново», а за рік був призначений головним тренером його команди. Пропрацював на цій посаді до 2014.
З 2015 року очолює тренерський штаб клубу «Вардар».

## Титули і досягнення
Гравець
- Чемпіон Хорватії (3):

«Динамо» (Загреб): 1998-99, 1999-00, 2002-03
- Володар Кубка Хорватії (3):

«Динамо» (Загреб): 2000-01, 2001-02, 2003-04
- Володар Суперкубка Хорватії (2):

«Динамо» (Загреб): 2002, 2003
Тренер
- Чемпіон Північної Македонії (3):

«Вардар»: 2015-16, 2016-17
«Шкупі»: 2021-22
- Володар Суперкубка Македонії (1):

«Вардар»: 2015
- Володар Кубка Північної Македонії (1):

«Вардар»: 2024-25